# Theni (distrikt)
Theni är ett distrikt i Indien.   Det ligger i delstaten Tamil Nadu, i den södra delen av landet, 2 100 km söder om huvudstaden New Delhi. Antalet invånare är 1 245 899.
Följande samhällen finns i Theni:
- Teni
- Bodināyakkanūr
- Cumbum
- Gudalur
- Periyakulam
- Chinnamanūr
- Andipatti
- Uttamapālaiyam
- Devadānappatti
- Kombai